# Алемшах, Гурген
Гурген Алемшах (арм. Գուրգէն Մ. Ալէմշահ; англ. Kurken M. Alemshah; 22 мая 1907 ― 14 декабря 1947) ― армянский композитор и дирижёр.

## Биография
Гурген Алемшах родился в городке Бардизаг (недалеко от Измита, Турция). Во время геноцида армян 1915 года родители отправили юношу в Италию, чтобы тот продолжил своё образование в армянском колледже Мурад-Рафаелян в Венеции. В 1923 году, когда учителями стали известны его музыкальные таланты, они отправили его заниматься музыкой в Миланскую консерваторию.
После окончания консерватории Алемшах работал в Париже, где организовал свой хор. Давал концерты не только в Париже, но также и в Венеции: дирижировал по программе Комитаса на площади Сан-Марко. Занимался популяризацией армянской музыки. Работал над постановкой комической оперы Продавец нута Чухаджяна.
В 1939 году был назначен дирижёром хора Сипана-Комитаса. Дирижировал оперу Тиграняна Ануш и участвовал в проведении армянских литургий в ряде французских соборов.
Осенью 1947 года приехал с гастролями в Соединённые Штаты. Умер 14 декабря 1947 в Детройте от сердечного приступа, накануне очередного выступления.

## Избранные произведения

### Сольный вокал
- Բուխուրիկ • Pukhurig (Stovepipe, 1934)
- Իմ երգը • Im yerkı (My Song)
- Ես սիրեցի • Yes siretsi (I Loved)
- Իմ եարը • Im yarı (My Beloved)
- Աղուորներուն • Aghvornerun (For the Lovely Maidens)
- Նազեր • Nazer (Coyness)
- Ծաղիկ էի • Dzaghig ei (I Was a Flower)
- Իղձ • Ights (Desire)
- Սիրելիս • Sirelis (My Love)
- Պճինկօ • Bjingo (A gangbang)

### Хор
- Հայաստան • Hayasdan (Armenia)
- Անուշիկ յար ճան • Anushig yar jan (Beautiful Sweatheart)
- Մեր պարտիզում • Mer bardizum (In Our Garden)
- Հունձք • Huntsk (Harvest)
- Պլպուլն Աւարայրի • Blbuln Avarayri (The Nightingale of Avarayr)

### Инструментальное исполнение
- Lamento et dance arménienne (Lament and Armenian Dance) for vn & pn

### Оркестровое исполнение
- Արեւելեան գիշերներ • Arevelyan kisherner (Oriental Nights, 1931)
- Հէքեաթ • Hekyat (A Tale)
- Երկու պատմուածք հազար ու մէկ գիշերներէն • Yergu badmvadzk hazar u meg kisherneren (Two Stories from The Book of One Thousand and One Nights)

### Вокально-оркестровое исполнение
- Աւարայրի պատերազմը • Avarayri baderazmı (The Battle of Avarayr, 1934)

### Духовная музыка
- Վարդավառ • Vartavar (Transfiguration, 1932)
- Ծովինար • Dzovinar